# TT291
La tombe thébaine TT 291 est située à Deir el-Médineh, dans la nécropole thébaine, sur la rive ouest du Nil, face à Louxor en Égypte.
C'est la tombe de deux personnes, Nakhtmin et Nou, serviteurs sur la grande place durant le règne d'Horemheb (XVIIIe dynastie).
La chapelle funéraire possède une cour et est en partie creusée dans une pente, en partie construite en pierre. Derrière la cour se trouve la chapelle elle-même, peinte. Au-dessus de la chapelle se trouve une pyramide (aujourd'hui restaurée) et derrière elle une salle plus petite. Les deux salles sont voûtées. Devant le complexe se trouve un puits menant à deux chambres funéraires souterraines.
La salle principale de la chapelle funéraire est peinte. Sur le mur du fond, quatre registres représentent différents personnages. Il s'agit principalement de membres de la famille de Nakhtmin et de Nou, représentés en train de rendre hommage à Nakhtmin. Sur le deuxième registre (en partant du haut), Pia et Moutnefer, les parents de Nou, sont également représentés en train de recevoir leurs hommages.
Sur le mur de gauche, deux registres représentent des cérémonies funéraires. Sur le registre supérieur droit, on voit la tombe et une momie devant elle, avec un prêtre debout devant. Au registre inférieur, à gauche, on voit un cercueil sur un traîneau. Il est tiré par diverses personnes et du bétail. À droite, on peut voir des femmes en deuil. Les peintures murales n'ont jamais été achevées et ne sont connues que sous forme de dessins préliminaires.
Sur le mur de droite, le dieu des Enfers Osiris trône à gauche, Hathor debout derrière lui. Devant eux se tient Nou, offrant des sacrifices au dieu. Derrière lui, sur un second registre, se trouvent d'autres personnages. Au-dessus de Nou figure une inscription le désignant et indiquant son titre. Les autres personnages du mur restent anonymes. Les colonnes de texte où leurs noms devraient apparaître restent vides.
Sur la voûte du tombeau se trouvent trois registres d'inscriptions, qui mentionnent deux fois Nachmin et une fois Nou. Une stèle, aujourd'hui au Musée égyptien de Turin (inv. n° C 1619), provient probablement de la chapelle la plus intérieure du tombeau. Elle montre Nakhtmin et divers membres de la famille,.
Pour des raisons stylistiques la chapelle peut être datée de la fin de la XVIIIe dynastie.